# Ʊ
O úpsilon latino (maiúscula: Ʊ; minúscula: ʊ) é uma letra suplementar do alfabeto latino. É baseada na letra grega ômega.

## Uso
- No Alfabeto Fonético Internacional, representa a vogal quase posterior quase fechada arredondada.
- Faz parte do alfabeto africano de referência.[1]
- Emprega-se na língua anii.[2]
- Símbolo do mho (a unidade inversa do ohm), em desuso, empregando-se atualmente o S de siemens no seu lugar para medir a condutância elétrica (1 Ʊ = 1 S).

## Unicode
No Unicode, a maiúscula e a minúscula são representadas por U+01B1 Ʊ LATIN CAPITAL LETTER UPSILON e U+028A ʊ LATIN SMALL LETTER UPSILON, respectivamente.